# Grimma
Grimma je velké okresní město v německé spolkové zemi Sasko. Má přibližně 28 tisíc obyvatel. Jedná se o největší město v zemském okrese Lipsko jak co do lidnatosti, tak co do rozlohy. Tvoří jej 64 místních částí tvořených kromě samotného města převážně menšími vesnicemi. Město se nachází na Severosaské náhorní plošině a vrchovině zhruba 25 km jihovýchodně od Lipska. Městem protéká řeka Mulda.

## Historie

### Nejstarší historie a středověk
Dobrá poloha na řece Muldě vedla markraběte Otu Míšeňského k založení města v roce 1170. První slovanské osídlení jižně od Grimmy je pak na základě archeologických vykopávek datováno i do dřívějších dob. První písemná zmínka pochází z roku 1200 a hovoří o existenci hradu v předměstské osadě. O existenci města včetně jeho městských práv a trhů hovoří listina z roku 1220. Do poloviny století pak město získalo i své hradby a kamenný kostel. V druhé polovině 13. století přišel Cisterciácký řád z Torgau a založil přímo ve městě svůj klášter, přičemž tento klášter nezůstal jediným. Městu se dále hospodářsky dařilo a do konce století jsou doložené zmínky o existenci dřevěného mostu přes Muldu, na kterém město díky mýtu vydělávalo.
14. století je pak obdobím městské prosperity i přes stále větší růst vlivu Lipska v regionu. Do roku 1305 se datuje první zmínka o městské radnici, která byla následně víckrát přestavována a konečnou renesanční podobu získala v roce 1585. Na místním zámku se v roce 1443 narodil Albrecht III. Saský, zakladatel albertinské větve rodu Wettinů, kteří se později stali vévody, kurfiřty a králi Saska a to až do roku 1918. Albrecht se údajně sám s hrdostí ke Grimmě hlásil.  V 15. století byl na zbytcích staršího komplexu postaven větší hrad, který se stal vedlejším sídlem zmíněného rodu Wettinů. 

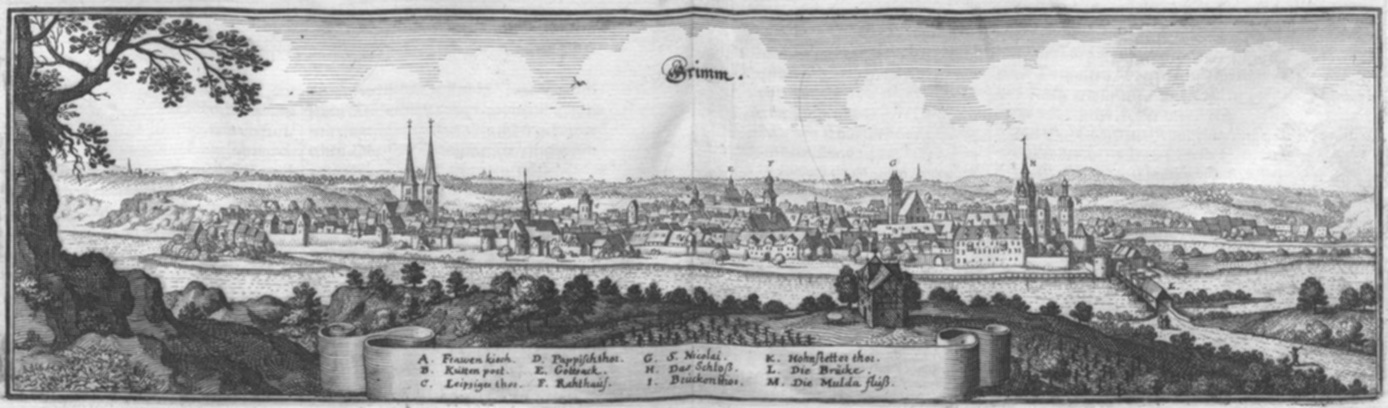
Rytina Matthäuse Meriana zachycující město v 17. století

### Novověk
V průběhu dějin podobně jako jiná města i Grimmu opakovaně postihovaly ničivé požáry velkých rozměrů. To znamenalo zpomalování hospodářského rozvoje města. V průběhu svého života město opakovaně navštěvoval a kázal zde reformátor Martin Luther, který si také ve zdejší tiskárně nechal vytisknout některé své letáky. V té době v místním cisterciáckém klášteře pobývala také Katharina von Bora, která pod vlivem Lutherových kázání odsud společně s 8 dalšími jeptiškami uprchla do Wittenbergu, kde se následně stala ženou tohoto německého reformátora. Významnou roli město sehrálo během sporu dvou vládců z dvou větví rodu Wettinů, kdy se zde po dlouhém sporu o území a ražbu mincí dohodli v roce 1531 v rámci „Grimmaerského verdiktu“. Další událostí, která pozvedla význam Grimmy bylo zřízení třetí státní saské školy v prostorech Augustianského kláštera v polovině 16. století. Tato škola byla zaměřená na elitní vzdělávání talentovaných chlapců, kteří následně studovali univerzity a po nich se uplatnili v saské státní správě.
Během třicetileté války bylo v roce 1632 město vydrancováno švédskými jednotkami, přičemž byl zničen i dřevěný most přes Muldu. Tím na 80 let zanikl přechod přes řeku suchou nohou. Také pobyt vojsk zanechal na městě samotném negativní následky. Nový kamenný most pak byl postaven v roce 1719 podle plánů saského stavitele Pöppelmanna, přičemž oproti dřívějšku již nešel zisk z mýta městu, ale do státní kasy v Drážďanech. V 18. století město opět nabíralo na hospodářském významu díky výrobě exportních dýmek a tiskařství, přičemž právě místní tiskárna Göschen vydala v roce 1813 první místní noviny.

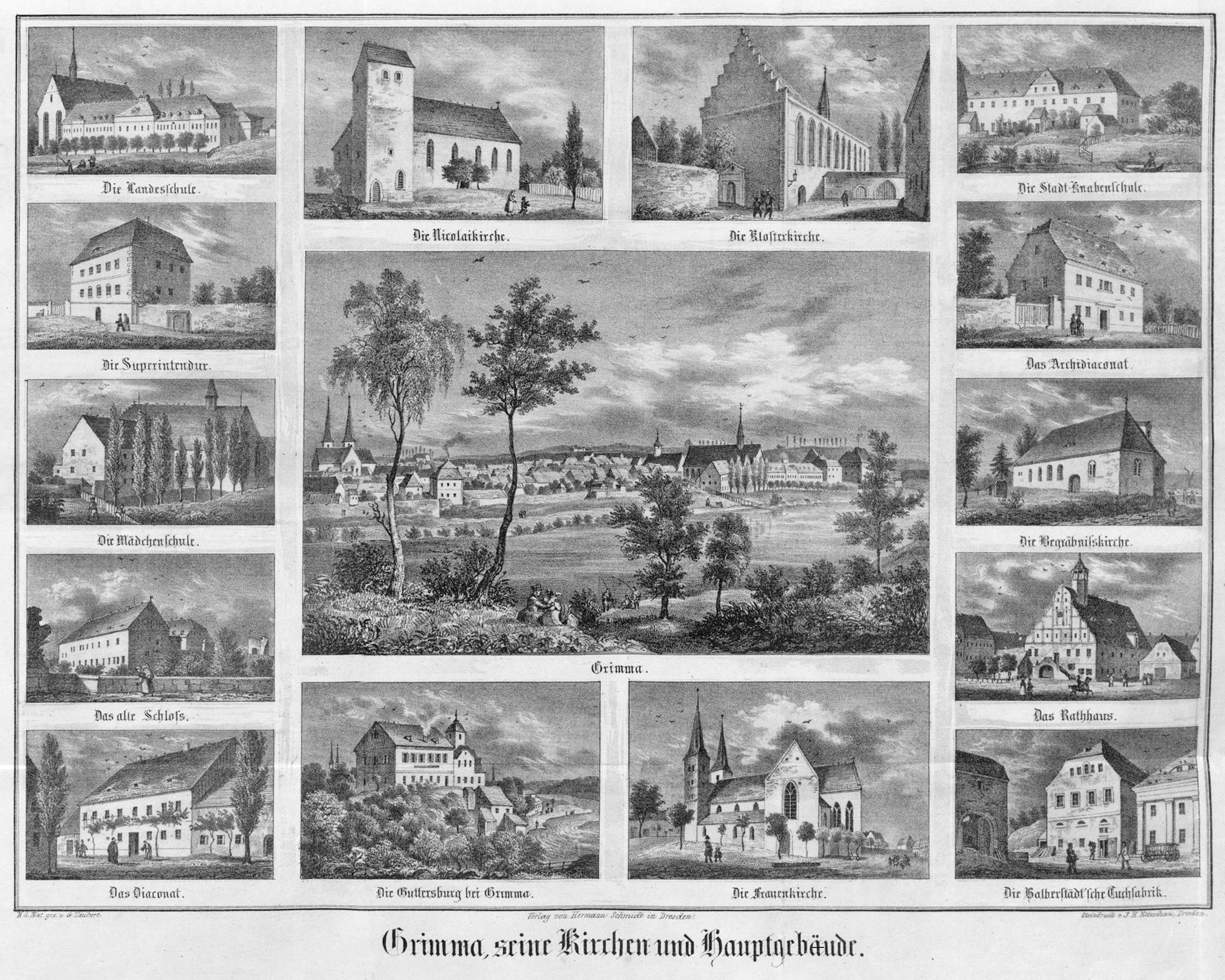
Grimma a její budovy v roce 1840

### 19. století a začátek 20. století

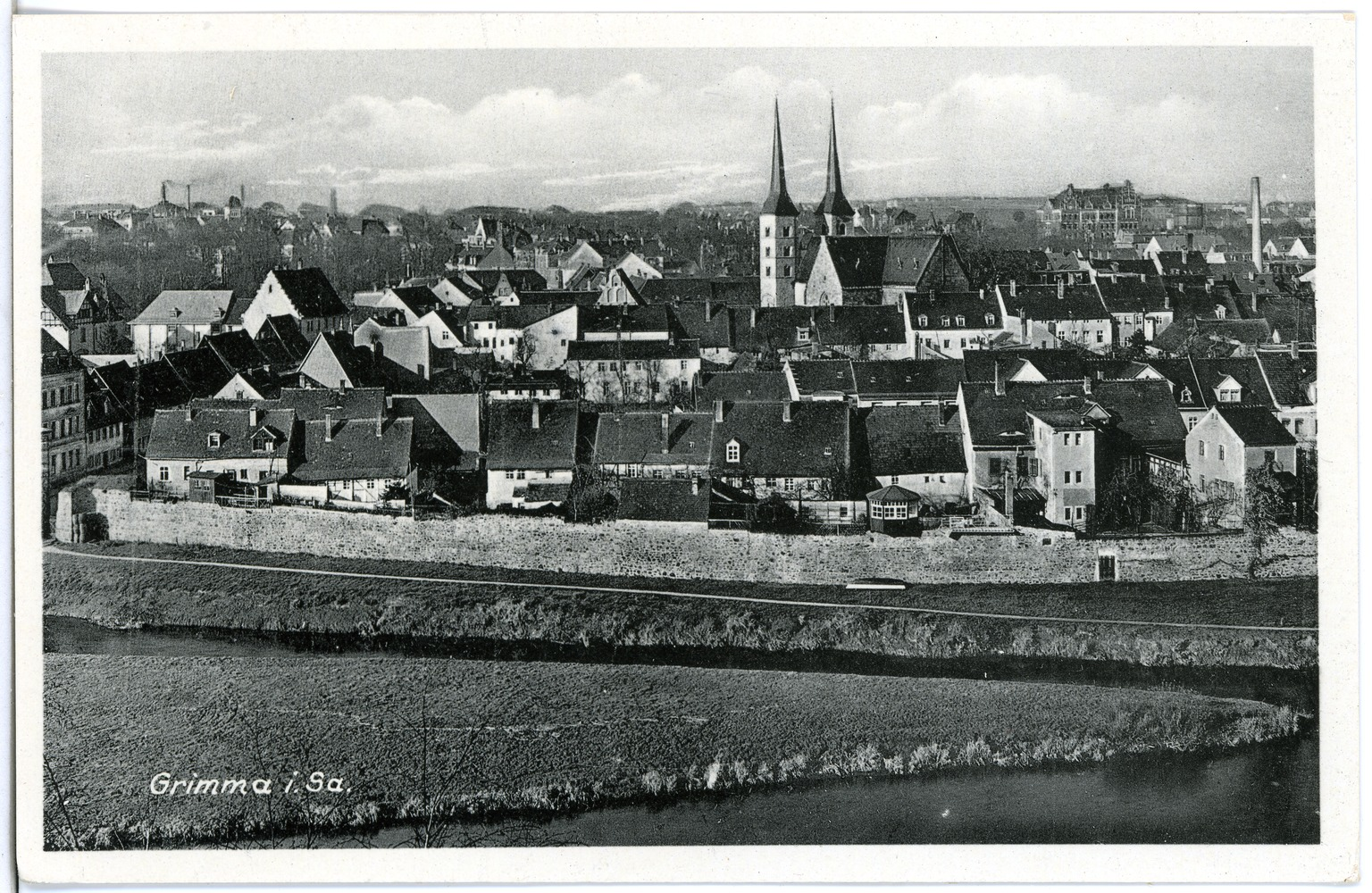
Pohlednice s fotografickým pohledem na Grimmu v roce 1937

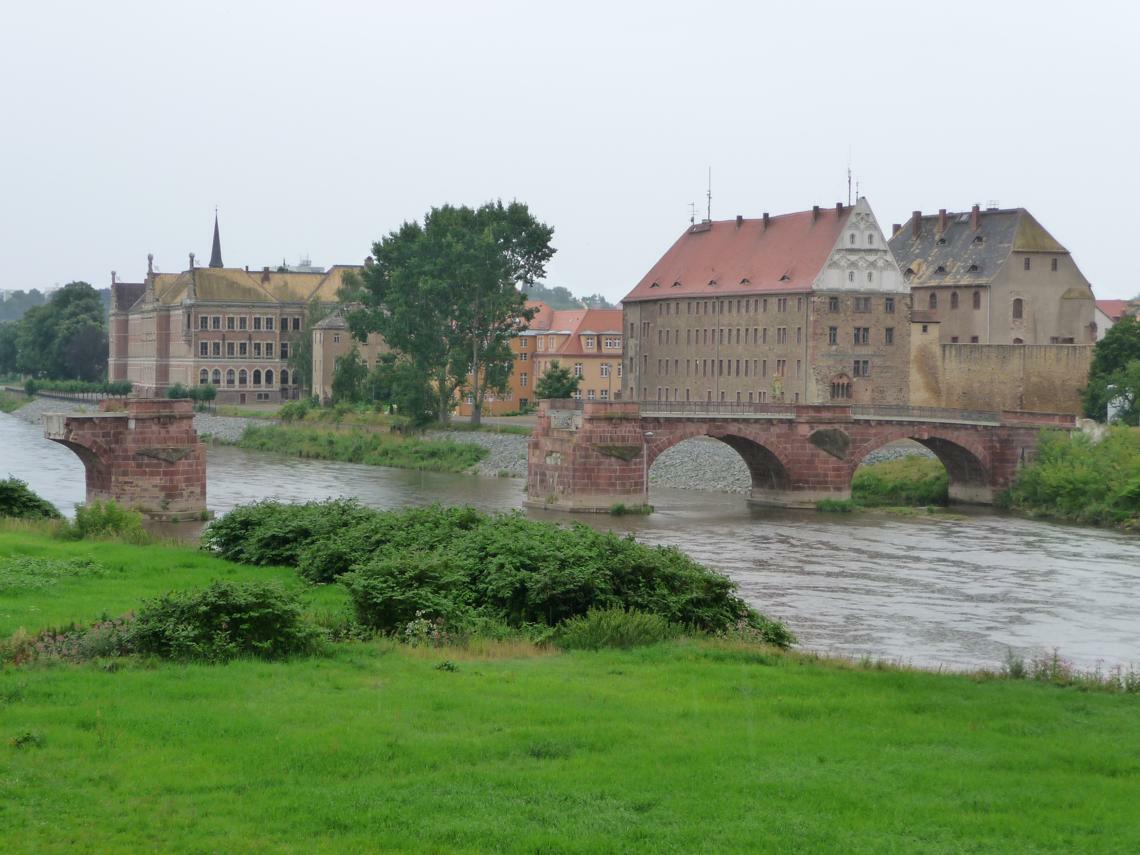
Pohled na poničený most Pöppelmannbrücke po povodních v roce 2002

Význam Grimmy jako centra vzdělávání byl posilněn v roce 1838, kdy zde byl zřízen jeden ze tří učitelských seminářů v Sasku. Pokračoval též hospodářský rozvoj, místní mlýn patřil v první polovině 19. století k nejvýznamnějším v Sasku, zahájena byla těžba kamene a vznikaly řemeslnické spolky zajišťující vzdělání dalších řemeslníků. Klasická industrializace byla v Grimmě zahájena přivedením železnice do města v letech 1866 až 1877. Jedním z nejvýznamnějších zdejších podniků se staly strojírny. Hospodářský rozvoj byl doprovázen kromě získání řady politických výsad a úřadů pro město také dělnickými nepokoji a stávkami, v rámci nichž bylo požadováno zlepšeních podmínek zdejších dělníků a řemeslníků. Krátce po skončení první světové války bylo město spravováno radou vojáků a dělníků pod vedením místní sociální demokracie. Sociální nepokoje pak pokračovaly po většinu 20. a 30. let do nástupu k moci nacistů, kteří následně všechny místní antifašisty odvezli do provizorního koncentračního tábora v Colditz.

### Poválečné dějiny
V dubnu roku 1945 město osvobodily americké jednotky, které se však na základě dohody následně stáhly a přišla Rudá armáda. Město se stalo součástí sovětské okupační zóny a následně i Německé demokratické republiky. V rámci toho probíhalo znárodňování nejen průmyslových podniků, ale i přerozdělování zemědělské půdy. Místní strojírna v 50. letech fungovala jako společný německo-sovětský podnik, jehož cílem bylo splatit německé reparace Sovětskému svazu. Později se zdejší strojírny staly hlavním dodavatelem chemických zařízení pro Východní Německo. Od konce 50. let začala probíhat hromadná bytová výstavba.
V roce 1969 byla Grimma napojena na nově stavěnou dálnici z Lipska do Drážďan. V 70. a 80. letech pokračovala hromadná bytová výstavba, stavby veřejné vybavenosti a rozšiřování výroby. V polovině 80. let začala obnova historického centra města. Ke konci roku 1989 se konaly demonstrace proti režimu také v Grimmě a své názory na dění při demonstracích vyjádřilo kolem 5 000 občanů.
V 90. letech postihla Grimmu vysoká nezaměstnanost při ukončení výroby v několika místních průmyslových komplexech. V roce 1993 opustila město poslední sovětská jednotka po 47 letech zdejšího působení. Pokračovalo se ve výstavbě občanské vybavenosti (např. knihovna, okresní nemocnice, nový most přes Muldu) a s obnovou historického centra města. Město bylo významně zasaženo při povodních v srpnu roku 2002, kdy bylo zaplaveno a poškozeno celé historické centrum. V rámci Saska se jednalo o jednu z nejpostiženějších obcí. V rámci této události se také částečně zřítil historický most Pöppelmannbrücke, který byl následně přestavěn tak, aby odolal dalším povodním a otevřen v roce 2012. V roce 2013 město opět silně postihly povodně, při nichž nově přestavěný most vodě odolal. Zbytek historického centra však zaznamenal opět velké škody, což vedlo ke tvorbě komplexního a náročného protipovodňového systému.

## Obyvatelstvo
| Rok            | 1990   | 1995   | 2000   | 2005   | 2010   | 2015   | 2020   |
| -------------- | ------ | ------ | ------ | ------ | ------ | ------ | ------ |
| Počet obyvatel | 34 576 | 33 718 | 33 474 | 31 868 | 30 071 | 28 480 | 28 149 |

## Doprava

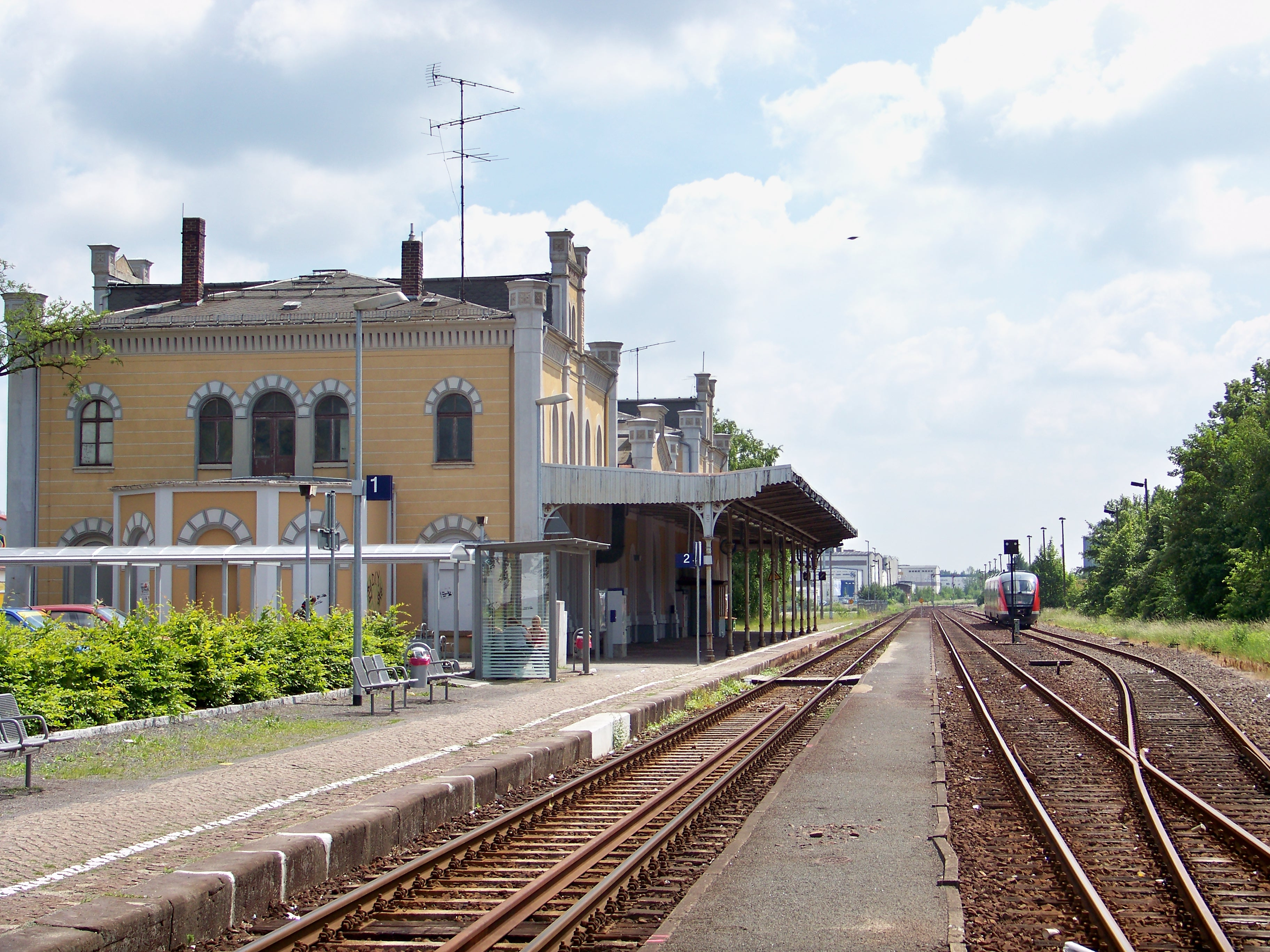
Grimma Oberer Bahnhof

Grimma se nachází poblíž dálnice A14 spojující původně Drážďany s Lipskem a Magdeburgem budované od konce 60. let, kdy zde také existuje sjezd na město. Kromě toho městem prochází spolková silnice (Bundesstraße) 107 vedoucí ze Saské Kamenice do Pritzwalku v Braniborsku. Kromě hlavní trasy, která pokračuje na jih do Colditz přes okraj historického centra městem existuje i částečný obchvat města na západě, který byl ze dvou třetin dokončen v roce 2008, ale jeho poslední část byla kvůli problematickému trasování přes přírodní oblast odložena a její nové vedení nebylo v roce 2022 stále schváleno.
Co se týká veřejné dopravy, město bylo v roce 2022 součástí integrovaného systému Mitteldeutschen Verkehrsverbundes (MDV). Kromě regionálních autobusů je ve městě zajišťována hromadná doprava autobusovými linkami A a B společností Regionalbus Leipzig v taktu 30 minut v pracovní dny a 60 minut o víkendech a během svátků.
Železniční doprava funguje ve městě od roku 1866. Stanice Grimma Oberer Bahnhof leží na železniční trati Borsdorf–Coswig, přičemž v Borsdorfu se napojuje na hlavní trať do Lipska. Dolní stanice na Muldentalbahn (trasa Wurzen–Glauchau) byla obsluhována do roku 1967. Na části této trati do Wurzenu byla později zřízena cyklostezka. Horní nádraží Grimma Oberer Bahnhof bylo v roce 2022 obsluhováno v rámci zmíněného integrovaného systému linkou RB110 z Lipska do Döbeln s hodinovým běžným taktem a půlhodinovým ve špičkách.

## Pamětihodnosti
Hlavní oblastí soustředění památek je v Grimmě její zachovalé historické jádro při břehu řeky Muldy. Od jihu k severu měří asi tři čtvrtě kilometru a od východu na západ půl kilometru. To z něj dělá největší historické centrum po Lipsku, a to jak v západním Sasku, tak v bývalém správním obvodu Lipsko i současném správním obvodu Lipsko. Kromě četných měšťanských domů v historickém jádru a vil v širším centru patří mezi vybrané památky tyto:
- Bývalá středověká nemocnice „Zum Heiligen Kreuz“
- Historická radnice, která získala renesanční vzhled po přestavbě v roce 1585.
- Historizující vila Gattersburg z 80. let 19. století
- Klášterní gotický kostel sv. Augustina tvořící celek s Gymnáziem sv. Augustina ze začátku 20. století na břehu Muldy
- Kostel v místní části Döben z 12. století románského původu
- Opevněný kostel v místní částí Höfgen
- Replika poštovního sloupu (milníku) z roku 1723 poblíž bývalé lipské brány.
- Románsko-gotický kostel Frauenkirche z 12. století
- Ruiny cisterciáckého kláštera Nimbschen, odkud utekla pozdější žena Martina Luthera Katharina von Bora.
- Starý most Muldebrücke od barokního stavitele Matthäuse Daniela Pöppelmanna původně z roku 1719, který byl částečně zničen při povodních v roce 2002 a následně rekonstruován mezi lety 2009 až 2012.
- „Seume-Haus“ - nejstarší renesanční dům bývalého nakladatelství a tiskařství Göschen, kde pracoval jako korektor básník Seume.
- Zámek Grimma sloužící od roku 2009 jako justiční centrum. Původně hrad stojící od začátku dějin města.

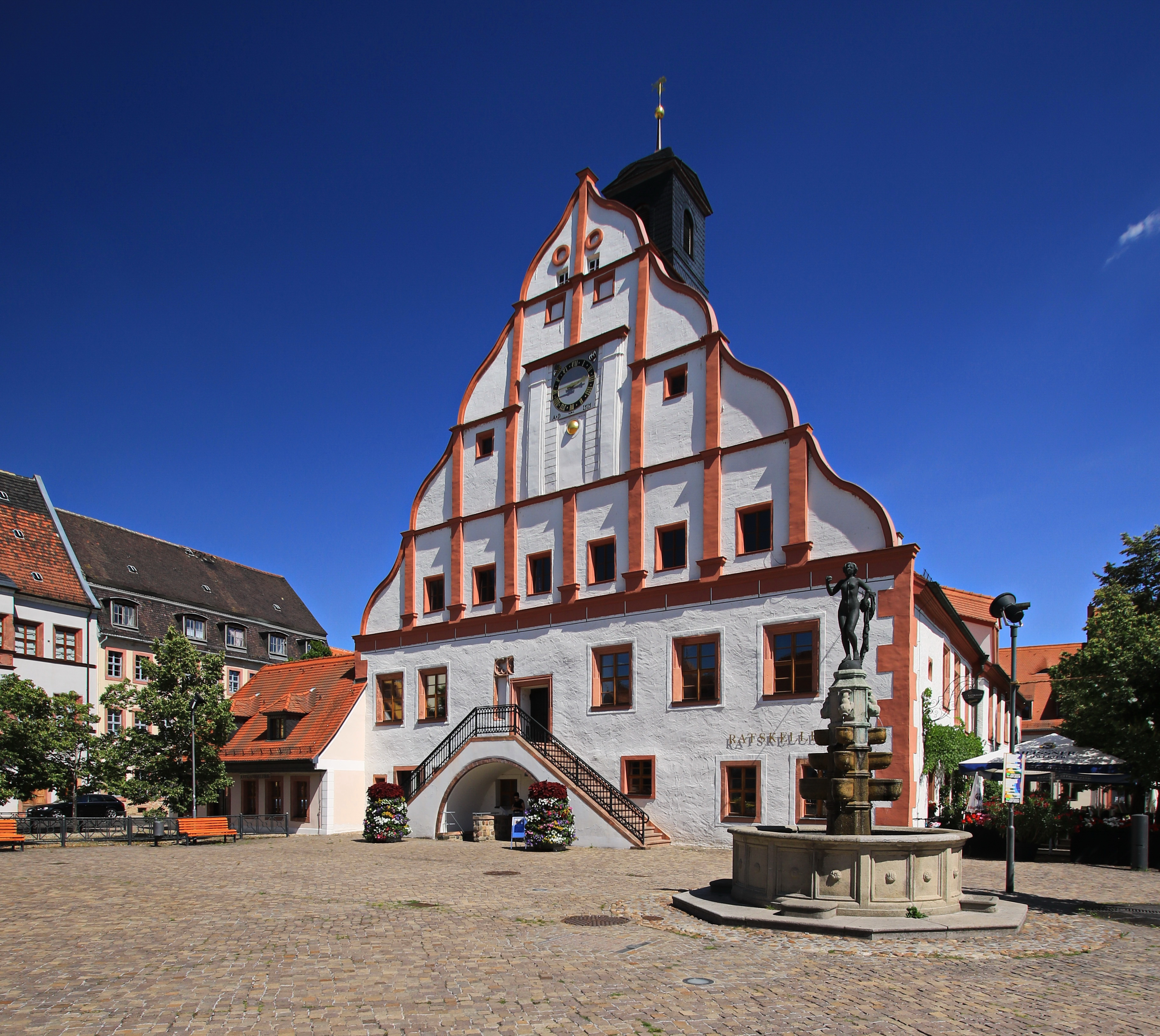
Historická budova radnice na náměstí Marktplatz
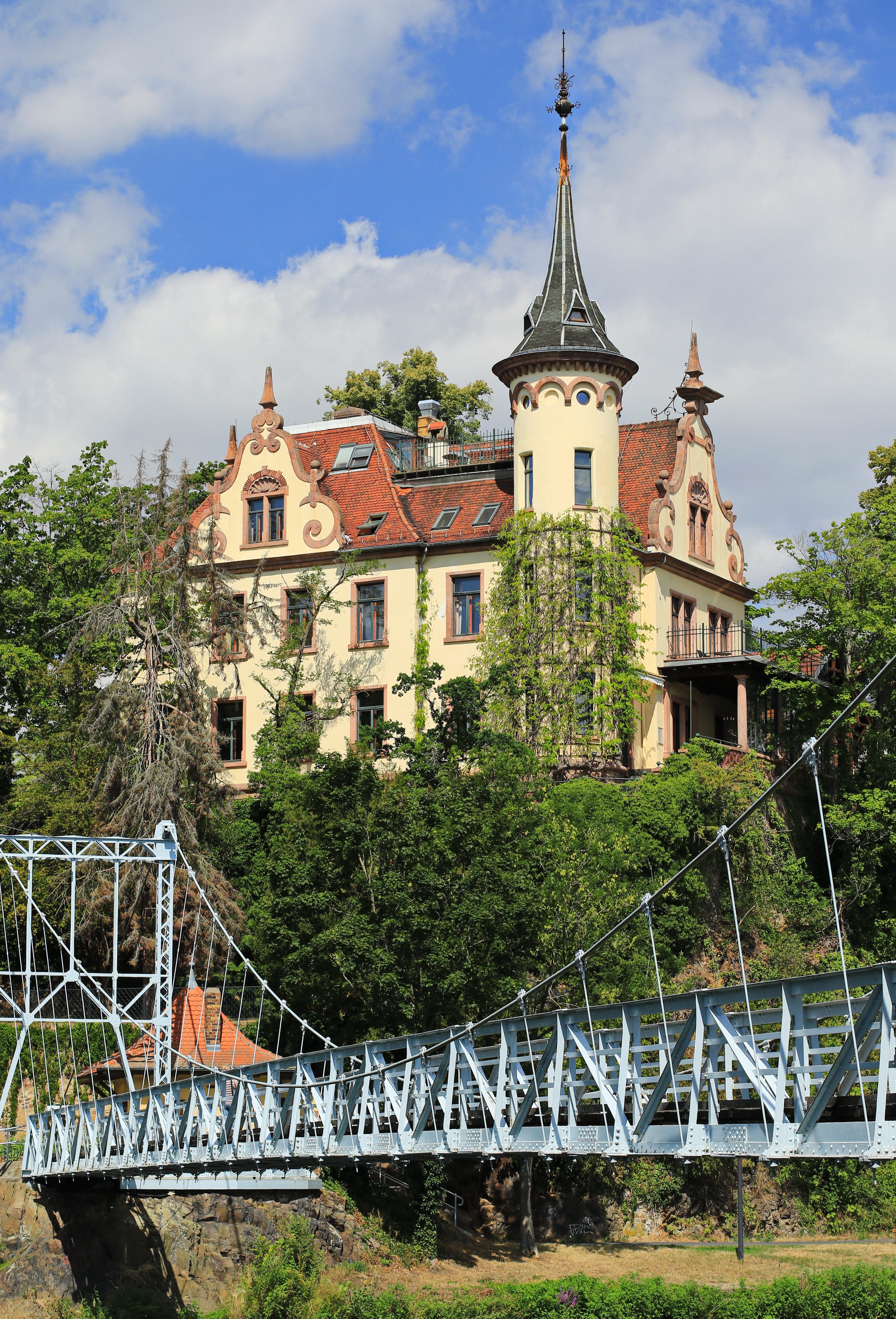
Vila Gattersburg s pěším visutým lanovým mostem z 20. let
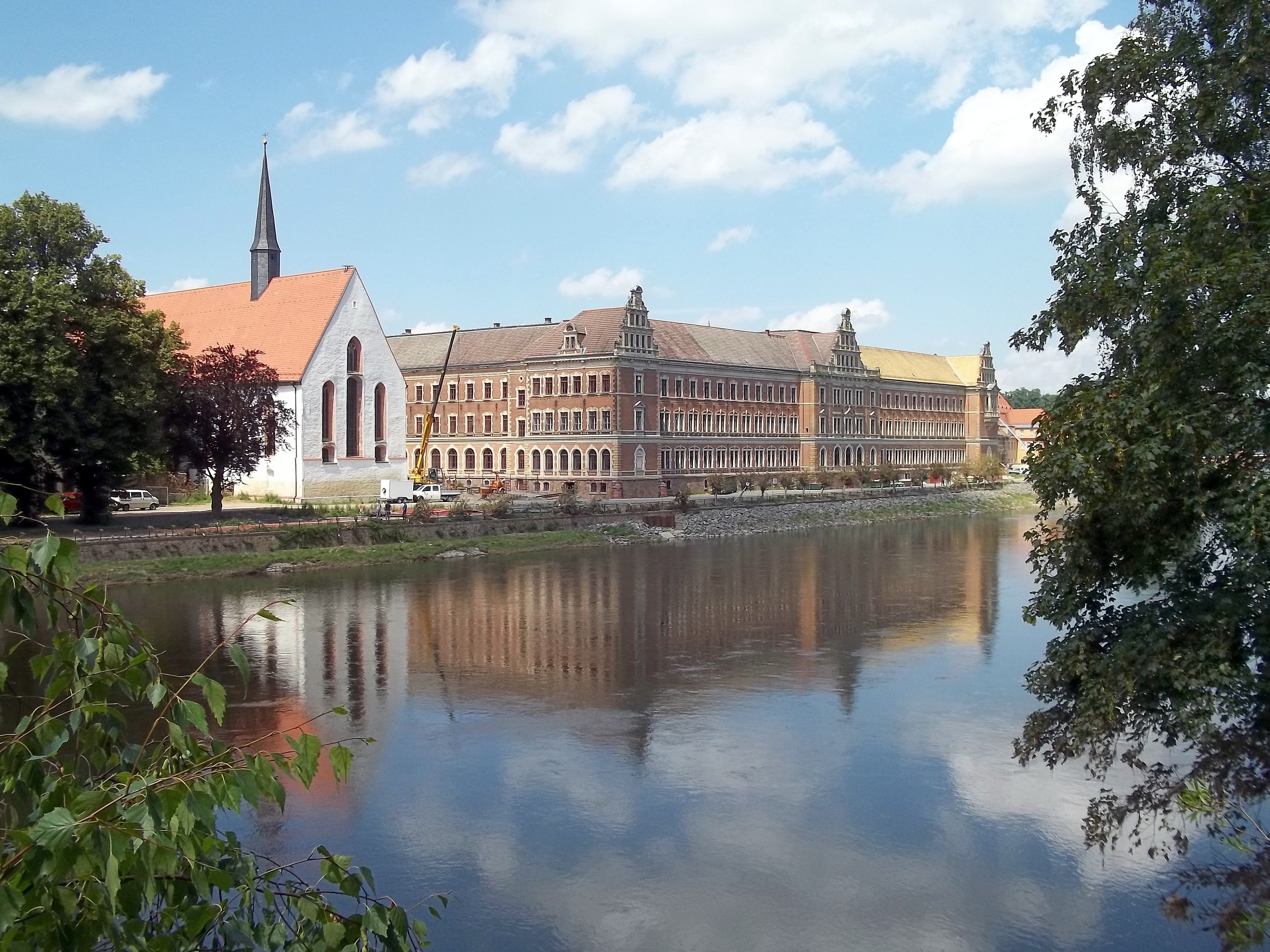
Klášterní kostel a budova gymnázia svatého Augustína
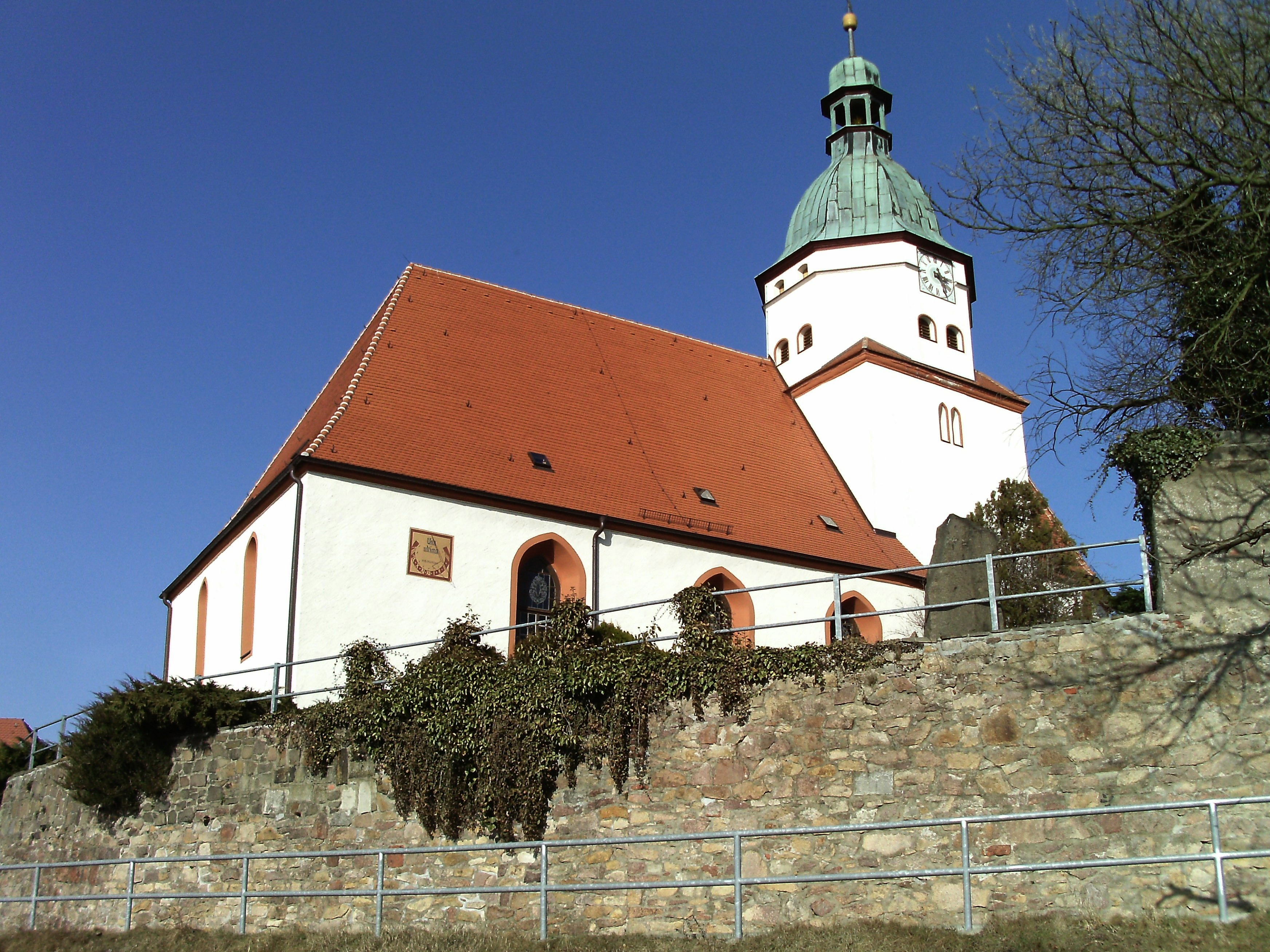
Kostel v části Döben z 12. století
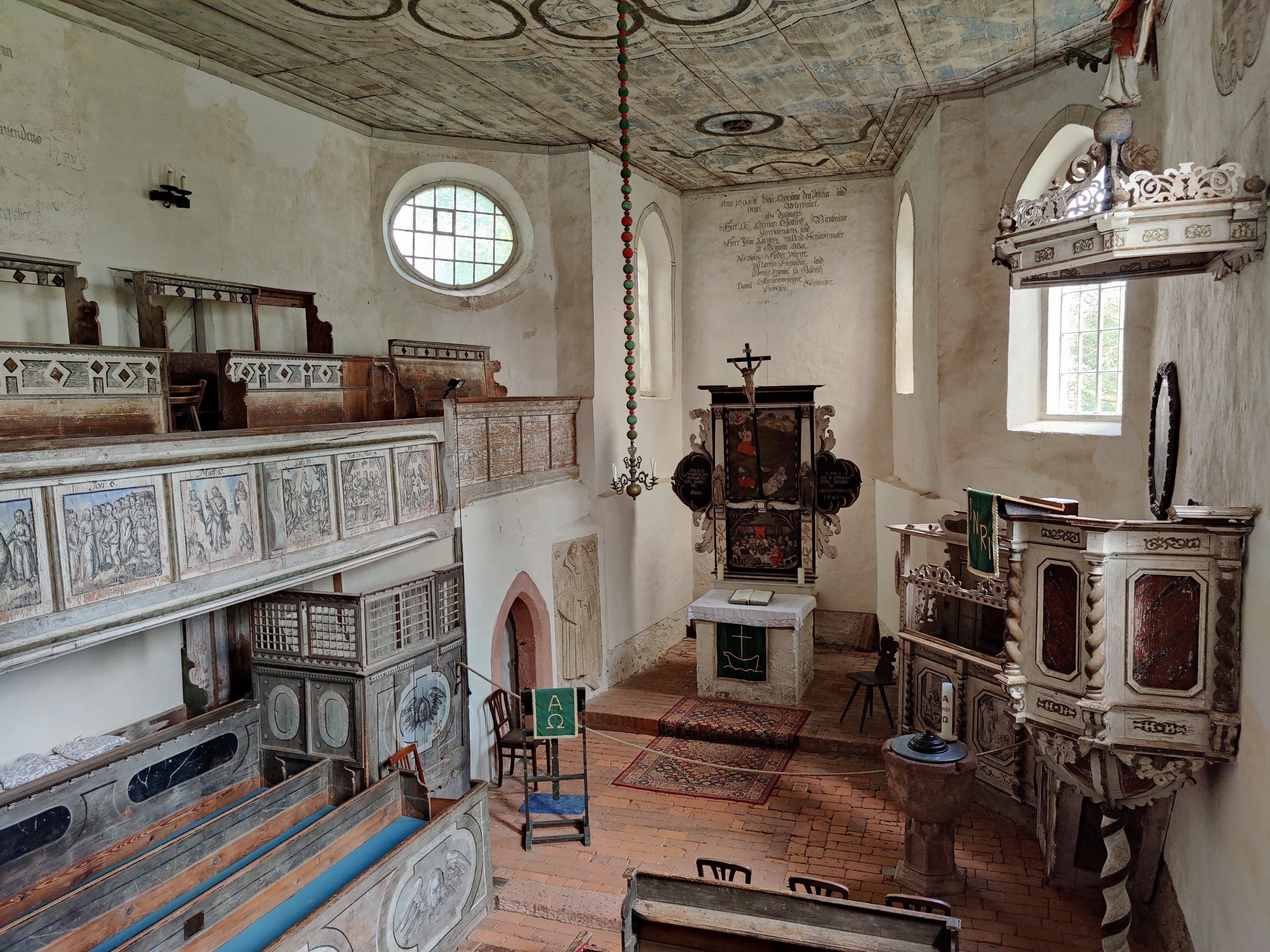
Interiér kostela v Höfgen
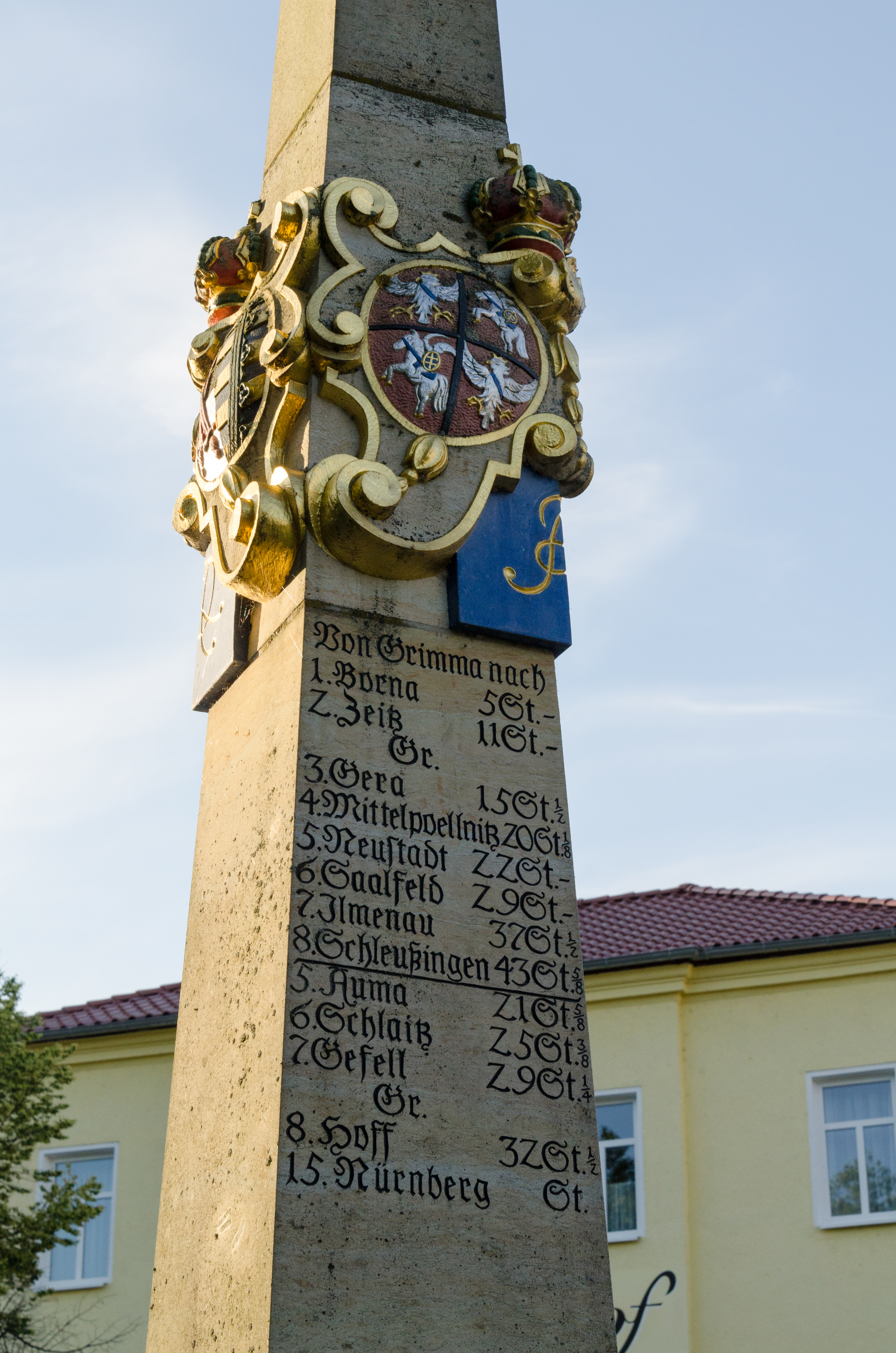
Pohled na detail repliky místního poštovního sloupu
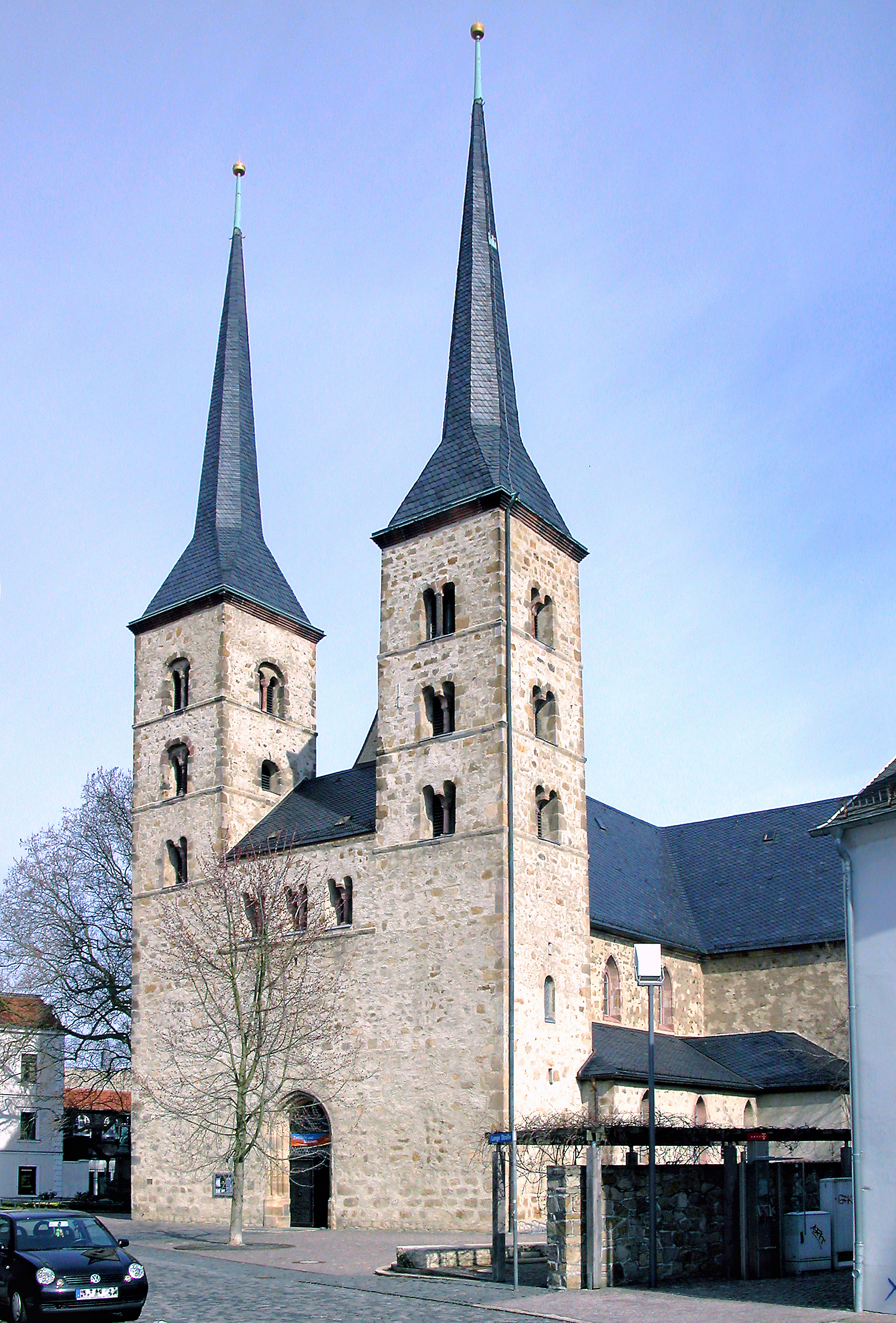
Přední pohled na kostel Frauenkirche
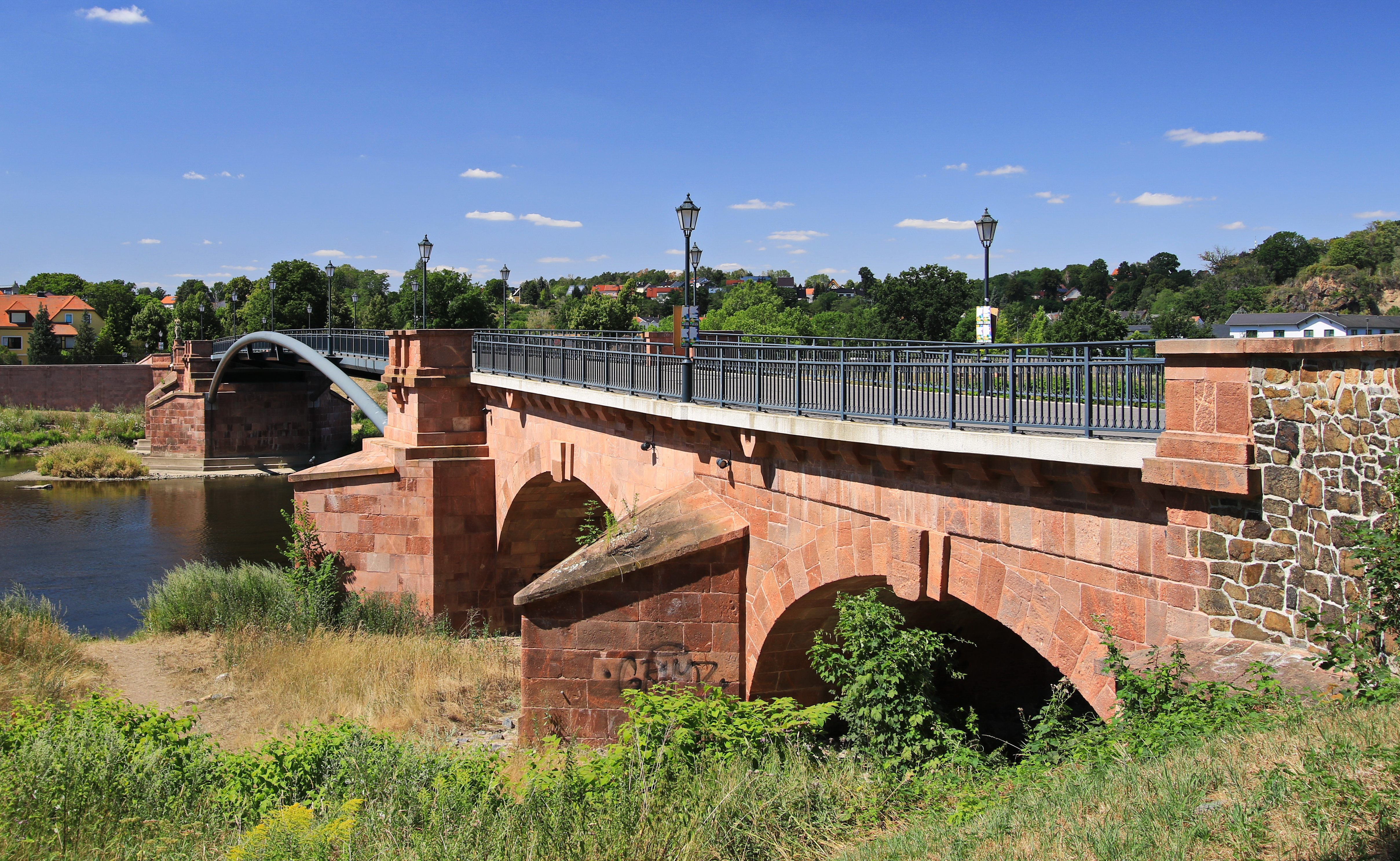
Starý most Muldebrücke nebo také Pöppelmannbrücke po rekonstrukci z let 2009 až 2012
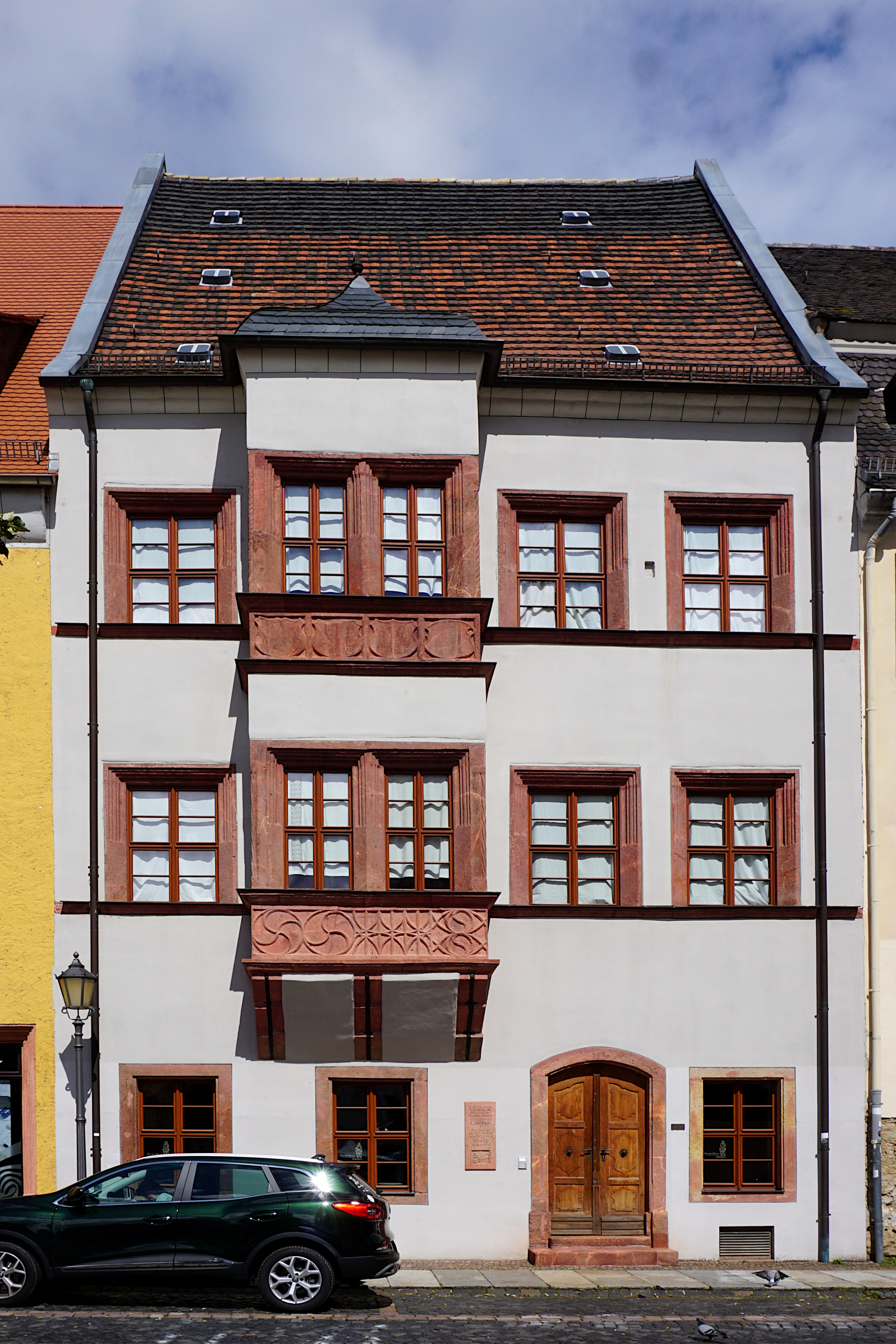
Renesanční Seume-Haus na náměstí
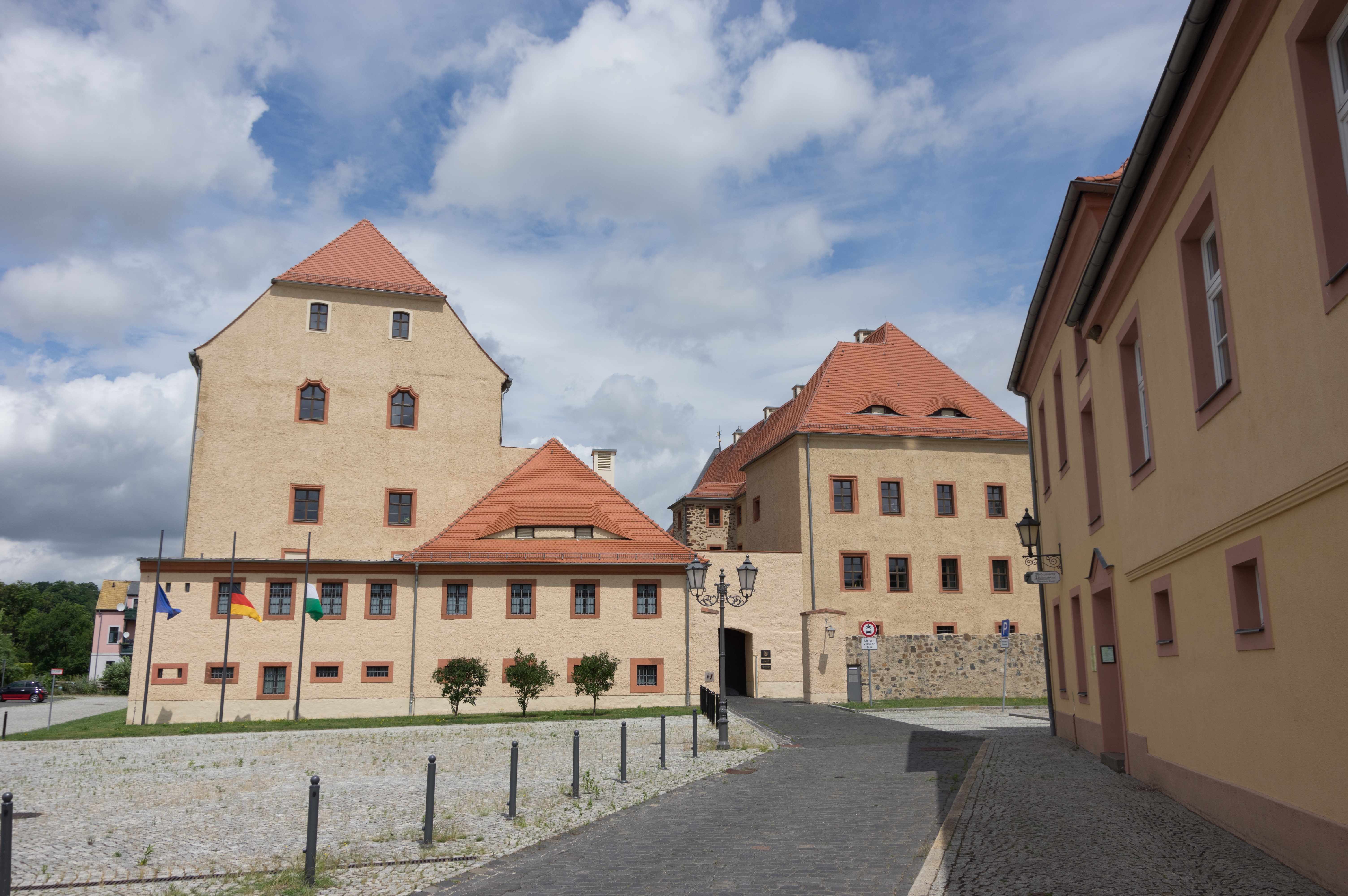
Zámek Grimma sloužící jako justiční palác
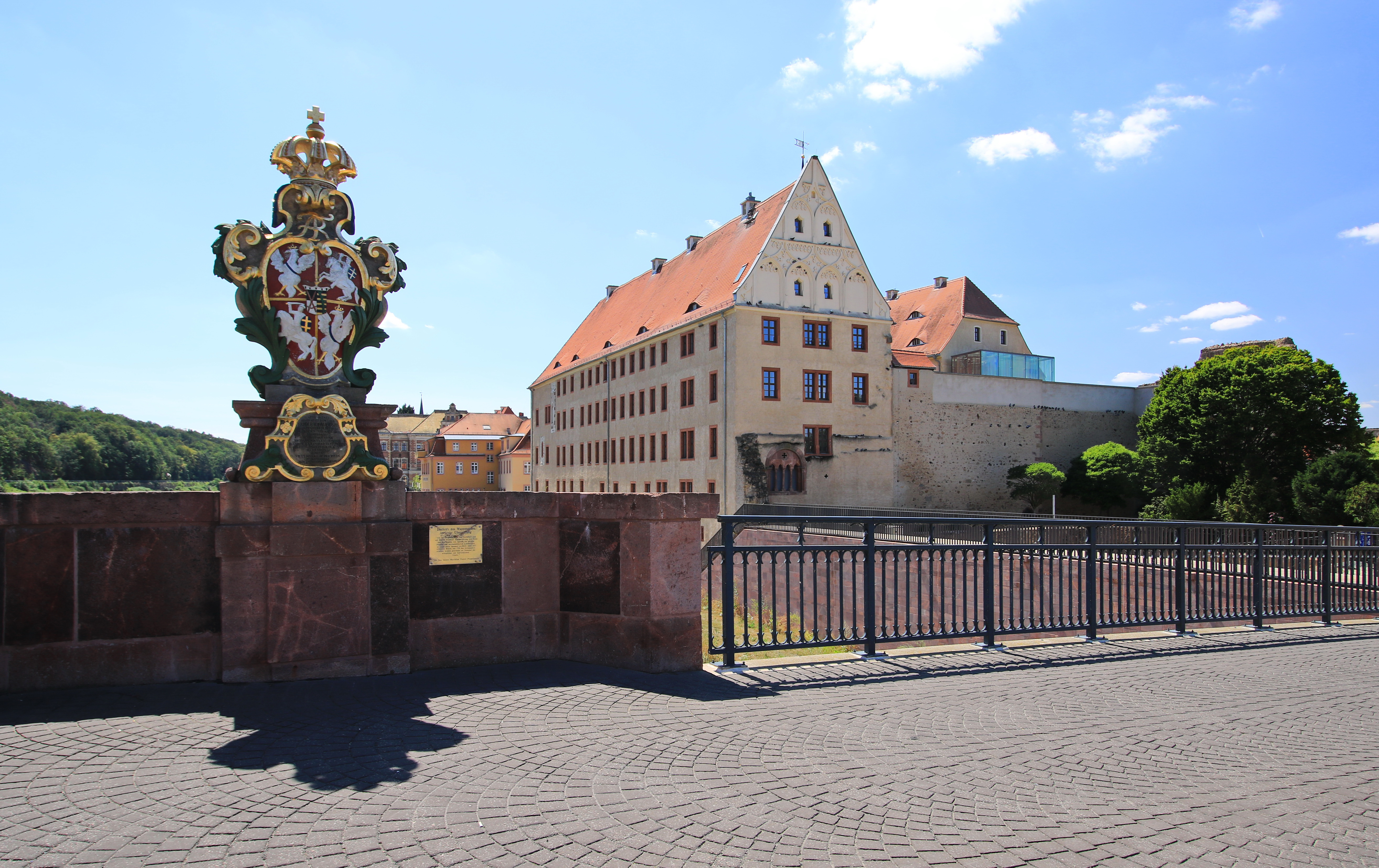
Socha s městským znakem na starém mostě a pohled na štít zámku

## Osobnosti
- Albrecht III. Saský (1443–1500) - zakladatel albertinské větve rodu Wettinů, který následně vládl Sasku až do roku 1918
- Kateřina Saská (1468–1524) - saská princezna z rodu Wettinů, rakouská arcivévodkyně a tyrolská hraběnka, následně brunšvicko-calenberská vévodkyně.
- Carl Traugott Queisser (1800–1846) - pozounista, violista v Orchestru lipského Gewandhausu pod vedením Felixe Mendelssohna-Bartholdyho
- Johann Georg Theodor Grässe (1814–1885) - bibliografik, historik pracující v drážďanském Kabinetu mincí
- August Ferdinand Severin (1818–1892) - vrchní zahradník v botanických zahradách v Petrohradě a Bernu
- Ernst Otto Schlick (1840–1913) - lodní a námořní inženýr
- Georg Elias Müller (1850–1934) - experimentální psycholog
- Hermann Stephani (1877–1960) - muzikolog na Univerzitě v Marburgu
- Erich Waschneck (1887–1970) - režisér, kameraman, scenárista a filmový producent
- Verena Reichel (1945–2022) - překladatelka ze severských jazyků do němčiny
- Ulrich Mühe (1953–2007) - divadelní a filmový herec
- Carmen Nebel (1956) - moderátorka
- Olaf Beyer (1957) - olympijský reprezentant NDR, běžec
- Hermann Winkler (1963) - politik CDU, europoslanec, bývalý kabinetní ministr a vedoucí Státního kancléřství Svobodného státu Sasko

## Partnerská města
- Bron, Francie (1971)
- Gezer, Izrael (2011)
- Leduc, Kanada (2002)
- Rüdesheim (Nahe), Německo (2014)
- Weingarten, Německo (1990)[15]